# Líbia nos Jogos Olímpicos de Verão de 1992
A Líbia competiu nos Jogos Olímpicos de Verão de 1992 em Barcelona, Espanha.

## Resultados por Evento

### Atletismo
Maratona masculina
- Mohamed Khamis Taher → 75º lugar (2:35.46)